# Thornville (Ohio)
Thornville – wieś w Stanach Zjednoczonych, w stanie Ohio, w hrabstwie Perry.